# Јерменска апостолска црква
Јерменска апостолска црква (јерм. Հայ Առաքելական Եկեղեցի) je једна од оријентално-православних, односно древноисточних цркава. Јерменска црква, заједно са осталим оријентално-православним црквама, заступа миафизитску христологију, поштује изворни Никејско-цариградски симбол вере, заступа православну пнеуматологију и не признаје римокатоличку доктрину Филиокве.

## Историја
Хришћанство је продрло на простор данашње Јерменије још за вријеме апостола, а 301. године је Јерменска краљевина постала прва држава гдје је хришћанство признато као државна религија. То се десило захваљујући Светом Григорију Просвјетитељу и цару Тиридату III Великом. У 5. вијеку прихватила је монофизитство да би постала независна од Кесарије Кападокијске и Антиохије које су се налазиле под византијским утицајем.
Јерменска црква је веома рано добила сопствену културу, језик и азбуку (саставио је Месроп Маштоц). Историјско, национално и културно средиште свих Јермена јесте Ечмијадзин. Током историје организовали су се други центри за Јермене у дијаспори: Јерусалимски патријархат за Јермене у Јордану и Палестини (622); Киликијски католикосат за Јермене у Либану (1441); Цариградски патријархат за Јермене у Турској (1461).

## Канонскa структура
У данашње вријеме, унутар јединствене Јерменске апостолске цркве постоје два католикосата: Католикосат свих Јермена — с центром у Ечмијадзину, и Киликијски — с центром у Антилијасу, Либан. При административној независности киликијског католикоса, првенство части има католикос свих Јермена који носи титулу врховног патријарха Јерменске апостолске цркве.
Звање „католикоса“ не представља синоним за „патријарха“ (највиши јерархијски чин) него представља највиши духовни степен. Постојање више независних католикосата не указује на нејединство унутар једне Цркве, будући да је у историји Јерменске апостолске цркве било примјера истовременог постојања пет католикосата. У условима поробљавања од стране иновјераца и територијалне раздјељености Јерменије, било је оправдано стварање засебних католикосата који су били у способности да одрже постојање Цркве на одређеној територији. Јединство Јерменске апостолске цркве се огледа у личности католикоса свих Јермена као насљедника Светог Григорија Просвјетитеља.
У надлежности католикоса свих Јермена се налазе све епархије на територији Јерменије, а такође и велики број заграничних епархија у цијелом свијету. Под управом киликијског католикоса се налазе епархије Либана, Сирије и Кипра.
Постоје такође двије аутономне патријаршије Јерменске апостолске цркве — Цариградска и Јерусалимска — које су потчињене католикосу свих Јермена. Патријарси Јерусалима и Цариграда имају ранг архиепископа. Под јурисдикцијом јерусалимског патријарха налазе се јерменске цркве Израела и Јордана, а под јурисдикцијом цариградског — јерменске цркве Турске и острва Крит (Грчка).